# Фторхинолоны

Общая структура хинолонов. У фторхинолонов в структуре всегда присутствует атом фтора (помечен красным) и пиперазиновый цикл (помечен синим).

Фторхинолоны — в широком смысле группа химических веществ, в узком — лекарственных веществ, обладающих выраженной противомикробной активностью in vitro и in vivo, и широко применяющихся в медицине в качестве антибактериальных лекарственных средств широкого спектра действия. Фторхинолоны не встречаются в природе и являются полностью синтетическими антибиотиками, в отличие от большинства других классов антибиотиков и их полусинтетических производных. По широте спектра противомикробного действия, активности, и показаниям к применению они близки к природным антибиотикам, но отличаются от них по химической структуре и механизму действия.

## История
В 1960-х годах была обнаружена высокая антимикробная активность налидиксовой кислоты. Затем была синтезирована оксолиновая кислота, с тем же спектром действия, но более активная (в 2—4 раза in vitro). В продолжение этих работ был синтезирован ряд производных 4-хинолона, среди которых особенно активными оказались соединения, содержащие в положении 6 атом фтора (отмечен на рисунке красным), а в положении 7 (помечено синим) — пиперазиновое кольцо, с дополнительными замещениями, либо без них. Эти соединения были названы фторхинолонами; их можно также назвать хинолонами второго поколения.

## Классификация
1. По количеству атомов фтора в молекуле: монофторхинолоны, дифторхинолоны и трифторхинолоны;
2. Классификация по поколениям — включает хинолоны с атомом фтора и без него (первое поколение):[1][2]

- Первое поколение: налидиксовая кислота, оксолиновая кислота, пипемидовая кислота (не содержат атома фтора, не относятся к фторхинолонам в строгом смысле).
- Второе поколение: ципрофлоксацин, норфлоксацин, офлоксацин, пефлоксацин, ломефлоксацин.
- Третье поколение: спарфлоксацин, левофлоксацин, марбофлоксацин.
- Четвёртое поколение: моксифлоксацин, гемифлоксацин, гатифлоксацин, ситафлоксацин, тровафлоксацин, делафлоксацин.

Из препаратов группы фторхинолонов ломефлоксацин, офлоксацин, ципрофлоксацин, левофлоксацин, спарфлоксацин и моксифлоксацин входят в Перечень жизненно необходимых и важнейших лекарственных препаратов.

## Механизм действия
Ингибируя два жизненно важных фермента микробной клетки — ДНК-гиразу и топоизомеразу-4, фторхинолоны нарушают синтез ДНК, что приводит к гибели бактерий (то есть фторхинолоны оказывают бактерицидный эффект). Кроме того, антибактериальная активность обусловлена влиянием на РНК бактерий, на стабильность их мембран, и влиянием на другие жизненно важные процессы бактериальных клеток.

## Спектр противомикробной активности

Ципрофлоксацин — фторхинолон второго поколения

По сравнению с налидиксовой и оксолиновой кислотой фторхинолоны имеют более широкий спектр действия. Препараты первого поколения активны в отношении большинства грамотрицательных бактерий: синегнойной, гемофильной и кишечной палочке, холерных вибрионов, шигелл, сальмонелл, менингококков, гонококков) Они также активны по отношению к кампилобактеру, легионелле, микоплазмам и хламидиям, и к некоторым грамположительным бактериям: некоторым разновидностям пневмококков и многим штаммам стафилококков. Они не действуют на анаэробные бактерии.
Многие фторхинолоны (офлоксацин, ципрофлоксацин и более поздние) эффективны в отношении микобактерий туберкулёза.
Высокая бактерицидная активность фторхинолонов позволила разработать для многих из них лекарственные формы для местного применения в виде глазных и ушных капель.

## Фармакокинетика
Фторхинолоны быстро и хорошо всасываются в ЖКТ. Максимальные концентрации в крови достигаются в среднем через 1—3 ч после приема внутрь. Они мало связываются с белками плазмы крови и сравнительно легко проникают во все органы и ткани, создавая в них высокие концентрации; проникают внутрь клеток организма, воздействуя на внутриклеточные бактерии (хламидии, микобактерии, и т. п.)
Пища может замедлять всасывание хинолонов, но не оказывает существенного влияния на биодоступность. Фторхинолоны проходят гематоплацентарный барьер, а также в небольших количествах проникают в грудное молоко, поэтому их не назначают беременным и кормящим женщинам. Выводятся они из организма почками, преимущественно в неизменном виде, и создают высокие концентрации в моче.
При нарушении функции почек выведение хинолонов значительно замедляется.

## Побочное действие
- Со стороны желудочно-кишечного тракта — изжога, боль в эпигастральной области, нарушение аппетита, тошнота, рвота, диарея.
- Со стороны центральной нервной системы — ототоксичность (отрицательное влияние на слух и работу вестибулярного аппарата), сонливость, бессонница, головная боль, головокружение, нарушения зрения, парестезии, тремор, судороги.
- Со стороны иммунной системы — транзиторный (временный, быстро проходящий) иммунодефицит.
- Аллергические реакции — сыпь, зуд, ангионевротический отек; фотосенсибилизация (наиболее характерна для ломефлоксацина и спарфлоксацина).

Редкие и очень редкие
- Со стороны опорно-двигательного аппарата — артропатия, артралгия, миалгия, тендинит, тендовагинит, разрыв сухожилий.
- Со стороны почек — кристаллурия, транзиторный нефрит.
- Со стороны сердца — удлинение интервала QT на электрокардиограмме, в очень редких случаях: тахикардия, быстро появляющиеся и быстро проходящие боли в области сердца, артериальный тромбоз конечностей (в целом проходит сам или же лечится принятием рутина).
- Со стороны сосудов - повреждение аорты (применение оротата магния в эксперименте способствовало сохранению прочностных свойств стенки аорты, упругости при ответе на растяжение, а также микроструктуры средней оболочки аорты)[7]
- Другие — кандидоз слизистой оболочки полости рта и/или вагинальный кандидоз, псевдомембранозный колит.

## Противопоказания
Тяжелый церебральный атеросклероз, дефицит глюкозо-6-фосфатдегидрогеназы, аллергическая реакция на препараты группы фторхинолонов. Беременность, кормление грудью, детский возраст.

## Безопасность
Фторхинолоны длительное время считались достаточно безопасными препаратами, однако в 2016 году FDA выступило с предостережением об их серьёзных побочных эффектах, призвав ограничить их применение при неосложненных инфекциях (острый синусит, обострение хронического бронхита, неосложненные инфекции мочевыводящих путей) ввиду потенциально возможного более выраженного негативного влияния терапии на здоровье пациента по сравнению с таким влиянием основного заболевания.
Детский возраст (до 18 лет) является официальным противопоказанием к применению фторхинолонов. Это противопоказание основано на результатах экспериментальных исследований, в которых все хинолоны (не только фторированные) вызывали артропатию у молодых животных.
Одним из наиболее опасных побочных свойств всех фторхинолонов является удлинение интервала QT, что в исключительно редких случаях (единичные сообщения) приводит к жизнеугрожающим формам аритмии. Механизм связан с ингибированием HERG рецепторов. По указанию FDA все новые фторхинолоны тщательно исследуются на предмет кардиотоксичности и соответствующих лекарственных взаимодействий; ципрофлоксацин — самый слабый ингибитор HERG среди фторхинолонов, редко вызывает удлинение QTс. Несколько препаратов фторхинолонов были отозваны с рынка в виду выраженных побочных эффектов, например, грепафлоксацин в виду более выраженного удлинения интервала QT.
На 2020 год в ряде стран запрещено или ограничено применение фторхинолонов в ветеринарии, в том числе для лечения сельскохозяйственных животных, поскольку у них было обнаружено появление резистентных штаммов Campylobacter, Salmonella, E. Coli и т. д., причем резистентные бактерии через пищевую цепочку попадают к человеку и приводят к тяжелым и трудно или не всегда излечимым формам бактериальных инфекций; сами животные (например, птица), являются биологическим резервуаром резистентных бактерий.